# Antwerpen (provins)
Antwerpen (franska: Province d’Anvers, Anvers, tyska: Provinz Antwerpen) är en provins i norra Belgien, i regionen Flandern, fem mil nordost om huvudstaden Bryssel. Antalet invånare är 1 847 486. Arean är 2 867 kvadratkilometer. Antwerpen gränsar till Östflandern, Flamländska Brabant och Limburg, samt till Zeeland och Noord-Brabant i Nederländerna. Provinshuvudstad är Antwerpen.

## Administrativ indelning
Antwerpen delas in i:

### Arrondissement Antwerpen
- Aartselaar
- Antwerpen
- Boechout
- Boom
- Borsbeek
- Brasschaat
- Brecht
- Edegem
- Essen
- Hemiksem
- Hove
- Kalmthout
- Kappelen
- Kontich
- Lint
- Malle
- Mortsel
- Niel
- Ranst
- Rumst
- Schelle
- Schilde
- Schoten
- Stabroek
- Wijnegem
- Wommelgem
- Wuustwezel
- Zandhoven
- Zoersel
- Zwijndrecht

### Arrondissement Mechelen
- Berlaar
- Bonheiden
- Bornem
- Duffel
- Heist-op-den-Berg
- Lier
- Mechelen
- Nijlen
- Putte
- Sint-Amands
- Sint-Katelijne-Waver
- Willebroek

### Arrondissement Turnhout
- Arendonk
- Baarle-Hertog
- Balen
- Beerse
- Dessel
- Geel
- Grobbendonk
- Herentals
- Herenthout
- Herselt
- Hoogstraten
- Hulshout
- Kasterlee
- Laakdal
- Lille
- Meerhout
- Merksplas
- Mols
- Olen
- Oud-Turnhout
- Ravels
- Retie
- Rijkevorsel
- Turnhout
- Vorselaar
- Vosselaar
- Westerlo

## Guvernör
- Richard Declerck, Belgiska socialistpartiet, 1946–1966
- Andries Kinsbergen, Liberala partiet, Partiet för frihet och framsteg, 1967–1993
- Camille Paulus, Partiet för frihet och framsteg, Öppna VLD, 1993–2008
- Cathy Berx, Kristdemokratisk och Flamländsk, 1 maj 2008–

Denna lista hämtas från Wikidata. Informationen kan ändras där.